# (9257) Kunisuke
(9257) Kunisuke es un asteroide perteneciente al cinturón de asteroides descubierto el 24 de septiembre de 1973 por Cornelis Johannes van Houten en conjunto a su esposa también astrónoma Ingrid van Houten-Groeneveld y el astrónomo Tom Gehrels desde el Observatorio del Monte Palomar, Estados Unidos.

## Designación y nombre
Designado provisionalmente como 1552 T-2. Fue nombrado en memoria de Kunisuke Kinoshita (1901-1931), quien fue astrónomo del Observatorio Astronómico de Tokio desde 1924 hasta su muerte. En el observatorio trabajó con Okurō Oikawa y descubrió 1927 EB y 1927 FC. Sin embargo, después de ser enviado a Malasia en 1929 para observar el eclipse total, enfermó y abandonó la mayor parte de su trabajo en 1930. También escribió excelentes artículos sobre astronomía moderna en el Astronomical Herald, la revista mensual de la Sociedad Astronómica de Japón, para la que se desempeñó como editor después de 1929.

## Características orbitales
Kunisuke está situado a una distancia media del Sol de 2,994 ua, pudiendo alejarse hasta 3,232 ua y acercarse hasta 2,756 ua. Su excentricidad es 0,080 y la inclinación orbital 9,845 grados. Emplea 1892,55 días en completar una órbita alrededor del Sol.
Los próximos acercamientos a la órbita de Júpiter ocurrirán el 11 de marzo de 2083 y el 11 de enero de 2166.
Pertenece a la familia de asteroides de (221) Eos.

## Características físicas
La magnitud absoluta de Kunisuke es 12,72. 